# 塞纳河畔贝勒诺
塞纳河畔贝勒诺（法語：Bellenod-sur-Seine，法語發音：[bɛlno syʁ sɛn]）是法国科多尔省的一个市镇，位于该省中北部，属于蒙巴尔区。

## 地理
塞纳河畔贝勒诺（47°41'52"N, 4°38'45"E）面积14.59 平方千米，位于法国勃艮第-弗朗什-孔泰大區科多尔省，该省份为法国中东部省份，北起奥布省，西接涅夫勒省和约讷省，南至索恩-卢瓦尔省，东南接汝拉省，东临上索恩省，东北部与上马恩省接壤。
与塞纳河畔贝勒诺接壤的市镇（或旧市镇、城区）包括：比索、塞纳河畔克米尼、塞纳河畔圣马克、马尼朗贝尔、莫维利、默尔松、奥里尼。

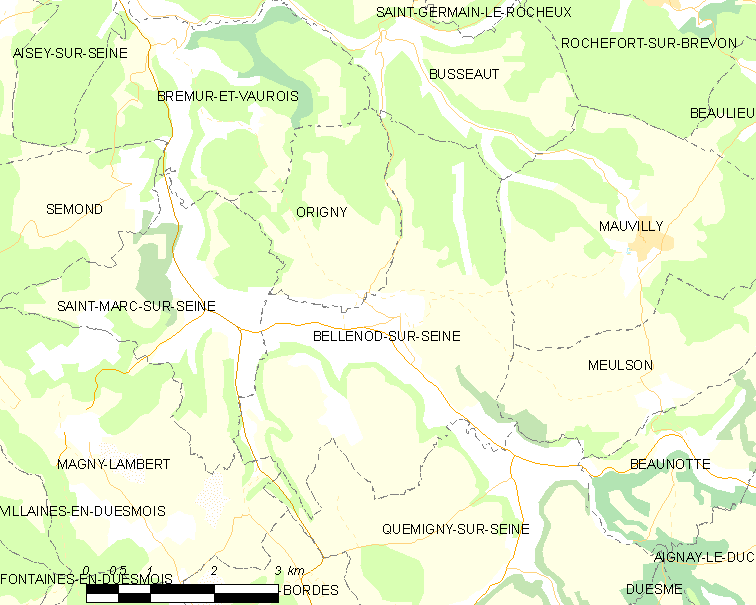
塞纳河畔贝勒诺的OSM定位图

塞纳河畔贝勒诺的时区为UTC+01:00、UTC+02:00（夏令时）。

## 行政
塞纳河畔贝勒诺的邮政编码为21510，INSEE市镇编码为21061。

## 政治
塞纳河畔贝勒诺所属的省级选区为塞纳河畔沙蒂永县。

## 人口

1962-2008年间塞纳河畔贝勒诺人口变化图示

塞纳河畔贝勒诺于2022年1月1日时的人口数量为68人。